# Michael Strunge
Michael Strunge Jensen (Hvidovre, Dinamarca, 19 de junio de 1958 – 9 de marzo de 1986) fue un poeta danés, vinculado al movimiento punk rock y anarquista de su país. También fue conocido bajo los seudónimos Simon Lack o Marcus Hitengel. Fue uno de los poetas más importantes de la generación de la poesía danesa, lo que entre otras cosas se ha denominado poetas de los ochenta o poesía punk y es considerado este período como el comienzo del posmodernismo en la literatura danesa.

## Biografía
Michael Strunge Jensen nació en un suburbio de Dinamarca, en Copenhague, en Hvidovre, en 1958. Su padre Svend Strunge alternaba en trabajos entre el sector público y privado y su madre, Gurli Strunge Jensen, era empleada en la Municipalidad de Hvidovre. Michael era el mayor de tres hermanos. Los paisajes de la capital danesa, la noche, los suburbios, el sexo, la modernidad, el anarquismo, la muerte y el punk serán impregnados en su poemas. Strunge odiaba la música disco, más particularmente a la película Saturday Night Fever (1977), por lo que se interesó en la música de David Bowie, una de sus máximas influencias.
Inspirado en el movimiento punk británico de finales de los años 70, bastantes de sus poemas están llenos de referencias a artistas de aquel momento como Sex Pistols, The Clash, The Cure, Joy Division, New Order, Lou Reed, Brian Eno y el ya citado David Bowie.

En 1977, Strunge fue a Londres y visitó el Roxy Club, la colmena de la música punk. Se compró toda la música punk que pudo y se comenzó a vestir con el típico estilo punk. Ese año, los Sex Pistols, el grupo más loco de la historia, desde los suburbios Londres, dio el primer concierto punk en Copenhague, con sus tres acordes tocaron «Anarchy in the U.K.» y «God Save the Queen». Strunge estaba en la primera línea de la platea y vivió una experiencia liberadora, de dadaísmo y anarquía.
Omar Pérez Santiago sobre Michael Strunge.

Intentó formar varios grupos de punk, sin embargo, no se vio capaz de tocar el bajo y cantar a la vez, por lo que se decidió a ser exclusivamente poeta.
Debutó en la revista lírica Hvedekorn en 1978. En ese mismo año -1978-, debuta con su libro Livets Hastighed (en español: Velocidad de la Vida), y es internado por primera vez en el psiquiátrico. En 1980 escribe tres libros y por primera vez intenta suicidarse. Cinco años después es hospitalizado de nuevo. Escribió once libros, con los que contribuyó a la revolución poética nórdica, junto a Pia Tafdrup, Søren Ulrik Thomsen, Bo Green Jensen, F.P.Jac, etc. En 1980, junto a Jens Fink-Jensen y otros, escribieron el manifiesto de la Generación de 80, titulado "NÅ!!80"(¡Me cago en los 80!), y cuya presentación pública se realizó en la Casa de la Cultura Huset, en Copenhague.
Recibió influencias del romanticismo, simbolismo y modernismo, recordando en cierta forma a los poetas franceses Arthur Rimbaud y Charles Baudelaire. Por el tono oscuro de muchos de sus poemas, Strunge es todavía popular en los ambientes "góticos" de Dinamarca. Se lo apodó como el joven salvaje o el poeta azul.
La impotencia que Strunge sentía hacia la sociedad, y su ira y rebelión, son a menudo la característica más llamativa de su obra. Al mismo tiempo, también contiene otras páginas, que se expresan, entre otras cosas, en un nicho de poemas eróticos.
Luchó contra la "poesía de utilidad", la poesía en prosa de los setenta y la literatura confesional, con la que su generación poética quería un enfrentamiento. Despreciaba a los poetas superventas y no pensaba que estos poetas aportaran nada más que "charla de sala de estar" en sus poemas. En el año 1984, durante un debate en vivo en un programa de la televisión pública danesa, Strunge llegó a tener encontronazos con otros poetas argumentando: 

«Vivimos en un país con la tasa de suicidios más alta del mundo y la tasa de natalidad infantil más baja del mundo y los mejores poetas del mundo, sin embargo, la mayoría de los daneses se encuentran en una etapa cultural en la que son casi analfabetos... mientras que los daneses no conocen a sus poetas, y por lo tanto no se conocen a sí mismos, no conocen a su alma».
Michael Strunge.

Siendo víctima de diversos pozos depresivos, Strunge se suicidó el 9 de marzo de 1986 a los 27 años, durante un episodio maníaco provocado por el trastorno bipolar que padecía, al saltar desde el 4º piso de su departamento. Sus últimas palabras antes de saltar fueron "Ahora puedo volar", lo que indica que no tenía la intención de suicidarse. La cita está impresa en una placa conmemorativa colocada en la fachada del edificio del que saltó. Está enterrado en el cementerio Assistens en Copenhague. Forma parte del Club de los 27.
Sus obras han sido traducidas a diversos idiomas. En particular, el escritor chileno Omar Pérez Santiago, en sus libros La Pandilla de Malmö (Aura Latina ediciones, 1990), Introducción para inquietos (Cinosargo editores, 2012) y Caricias (Aura Latina ediciones, 2014) ha traducido a Strunge al español.

## Obras
| Año  | Título original                                            | Traducción                                                       |
| 1978 | Livets Hastighed                                           | Velocidad de la vida                                             |
| 1980 | Fremtidsminder                                             | Recuerdos futuros                                                |
| 1980 | Skrigerne                                                  | Los gritos                                                       |
| 1980 | BLITZ                                                      | Flash                                                            |
| 1981 | Vi folder drømmens faner ud                                | Desplegamos las pestañas del sueño                               |
| 1982 | Negro I. Mit nøgne hjerte. Urene digte                     | Nigger I. Mi corazón desnudo. Poemas impuros                     |
| 1982 | Ud af natten                                               | Fuera de la noche                                                |
| 1983 | Nigger II. Mit nøgne hjerte. Uren poesi og beskidte tanker | Negro II. Mi corazón desnudo. Poesía sucia y pensamientos sucios |
| 1983 | Popsange                                                   | Canciones pop                                                    |
| 1984 | Væbnet med Vinger                                          | Armado con alas                                                  |
| 1984 | Unge Strunge                                               | Joven extraño                                                    |
| 1985 | Verdenssøn (como Simon Lack)                               | Hijo del mundo                                                   |
| 1985 | Billedpistolen                                             | El arma de la imagén                                             |